# Biosphärenreservat Shinan Dadohae

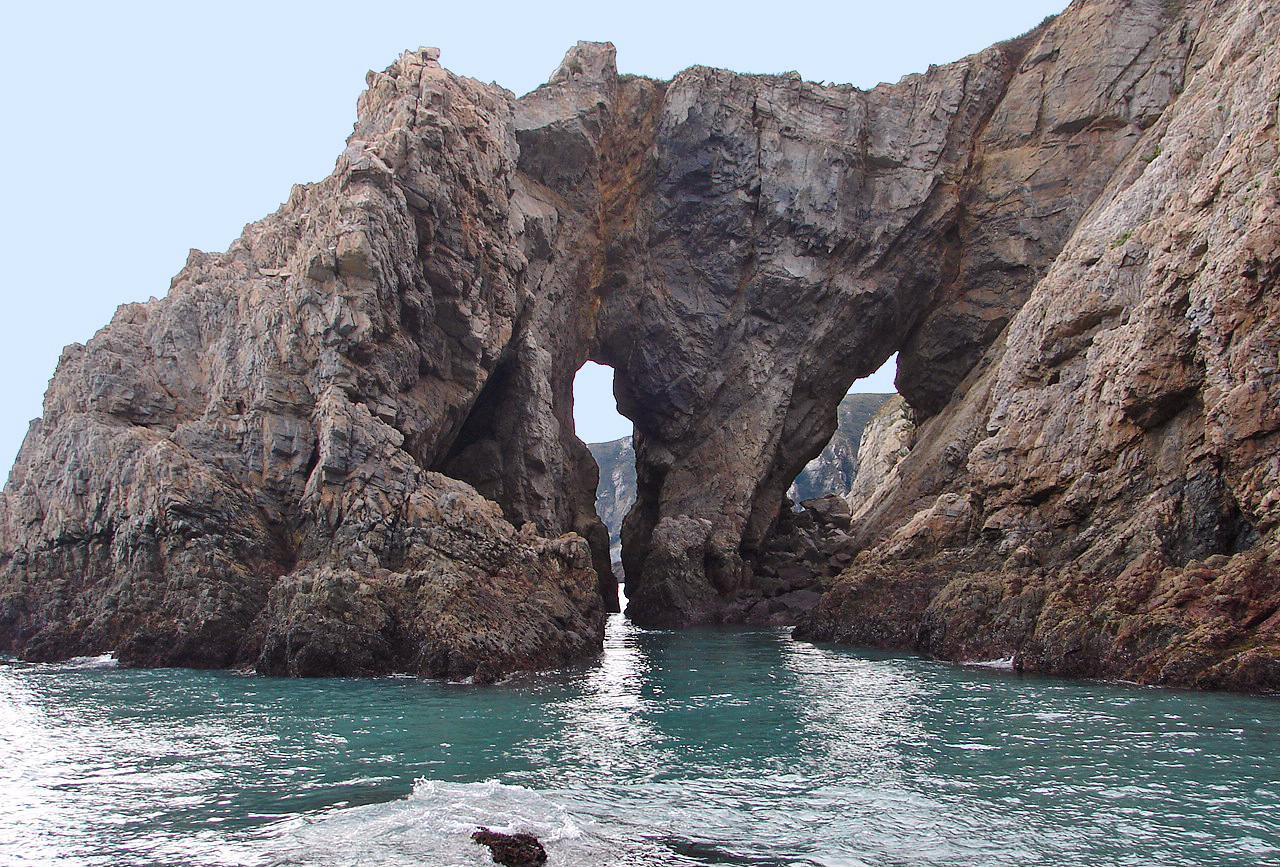
Felsen an der Küste von Heuksando (흑산도)

Das Biosphärenreservat Shinan Dadohae (Shinan Dadohae Biosphere Reserve, SDBR) (koreanisch 신안 다도해) ist ein im Jahr 2009 von der UNESCO anerkanntes Biosphärenreservat im Landkreis Sinan-gun (신안군) der Provinz Jeollanam-do (전라남도) im Südwesten von Südkorea.

## Geographie
Das 3238,74 km2 große Gebiet von Shinan Dadohae ist Teil des Archipels mit über 1000 Inseln vor der Südwestküste der koreanischen Halbinsel und erstreckt sich westlich der Hafenstadt Mokpo (목포시) in das Gelbe Meer hinein. Das Biosphärenreservat ist in drei Zonen aufgeteilt, die Kernzone, die eine Landfläche von 165,66 km2 und eine Seefläche von 44,43 km2 umfasst, die Pufferzone, bei der die Landfläche 232,05 km2 und die Seefläche 1020,09 km2 beträgt und die sogenannte Transition-Zone, die eine 27,92 km2 große Landfläche und eine 1153,41 km2 große Seefläche besitzt.

### Koordinaten
Die einzelnen Schutzgebiete liegen im Seegebiet verteilt, das von 34° 0′ N, 125° 2′ O (südwestlichster Punkt), bis 35° 10′ N, 125° 2′ O (nordwestlichster Punkt), 35° 10′ N, 126° 23′ O (nordöstlichster Punkt) und 34° 0′ N, 126° 23′ O (südöstlichster Punkt) reicht.

### Kernzone
Die Kernzone mit einer Gesamtfläche von 201 km2  umfasst 11 bewohnte und 98 unbewohnte Inseln, mit einer Landfläche von insgesamt 46,47 km2 und einer Küstenlinie von insgesamt 274,39 km. Zu der Kernzone gehören unter anderem die Landgemeinde Heuksan-myeon (흑산면) mit der Inselgruppe Heuksando (흑산도) und die Insel Hongdo (홍도) zu denen insgesamt 21 Inseln zählen, die Inseln der Landgemeinde Bigeum-myeon (비금면) mit Bigeumdo (비금도) und 92 weiteren kleineren Inseln, die Inseln der Landgemeinde Docho-myeon (도초면) mit Dochodo (도초도) und 13 weiteren kleineren Inseln und die Inseln der Landgemeinde Jeungdo-myeon (증도면) mit Jeungdo (증도) und 164 weiteren kleineren Inseln.

### Pufferzone
Die Pufferzone mit einer Gesamtfläche von 1252,14 km2  umfasst 7 bewohnte und 126 unbewohnten Inseln, mit einer Landfläche von insgesamt 102,27 km2 und einer Küstenlinie von insgesamt 292,14 km.

### Transitionzone
In der Transitionzone, die eine Gesamtfläche von 1776,61 km2  umfasst, befinden sich 215 Inseln mit einer Landfläche von insgesamt 486,68 km2 und einer Küstenlinie von insgesamt 441,79 km.

## Geologie
Die Südwestküste der koreanischen Halbinsel, mit all ihren vorgelagerten Inseln, weist Charaktereigenschaften eines Ria-Küstentyps auf. Das Gewässer des weitverzweigten und mit vielen Inseln durchzogenen Gebiet ist ein Flachwassergebiet mit Watten und zahlreichen Prielen durchzogen. Der Untergrund besteht aus Tuffgestein und vulkanklasitischen Sedimentgestein, das in Form von Bergen und Felsen auf den jeweiligen Inseln in Erscheinung tritt. Entstanden ist das Gestein in der mittleren bis späten Kreidezeit durch Vulkanausbrüche und ihren Ascheablagerungen. Wiederkehrender Vulkanismus verursachte die Ansammlung von Vulkanasche in kleinen Becken, in denen sich die Versteinerungen bildeten. Der Anstieg des Meeresspiegels setzte die tiefer liegenden Gebiete schließlich unter Wasser und formte so die Insellandschaft.

## Geschichte
Am 26. Mai 2009 beschloss der International Coordinating Council of the Man and the Biosphere Programme (MAB-ICC) auf seiner 21. Versammlung, abgehalten auf der Insel Jejudo (제주도), als Shinan Dadohae eine rund 757,5 km2 große Fläche als drittes Biosphärenreservat des Landes auszuweisen und in das Man and the Biosphere Programme (MAB) (Der Mensch und die Biosphäre) aufzunehmen. Das ausgewiesene Biosphärenreservat umfasste seinerzeit, neben ein einigen kleinen Inseln, die Inseln Bigeumdo, Dochodo, Heuksando, Hongdo und einen Teil von Jeungdo, wobei der Kernbereich des Reservats mit 34,39 km2 rund 4,5 % des gesamten ausgewiesenen Gebiets ausmachte.
Am 19. März 2016 beschloss der Rat auf seiner 28. Sitzung, die erstmals in Lateinamerika stattfand, neben 20 neuen Biosphärenreservate die Erweiterung des Reservats Shinan Dadohae auf eine Fläche von 3200 Quadratkilometer.

## Nutzungskonzept
In dem Kernbereich des Biosphärenreservats soll sowohl Forschung und Überwachung des Reservats betrieben werden, als auch Erholungsmöglichkeiten für Touristen entwickelt werden, wie z. B. Bergwandern auf Pfaden, die Einwohner angelegt haben. Auch Ökotourismus für die Seeregionen soll ermöglicht werden.
In den Pufferzonen soll weiterhin auf Basis des Wissens der Einheimischen geschäftliche Tätigkeiten möglich sein, wie als Beispiel die Salzgewinnung in den Salinen auf einigen Inseln, siehe hier Salinen von Sinan. Ökotourismus wie Sightseeing und Radfahren wären hier auch weiterhin denkbar.
In der Transitionzone (Übergangsbereich) wird ökologisch angepasste Fischerei und Fischzucht betrieben, doch die Transportsysteme auf See in diesem Bereich bedürfen noch einer Überarbeitung und einer nachhaltigen Entwicklung. Unter der Beteiligung der Einwohner vor Ort soll ein Ökotourismus entwickelt werden, der die natürlichen Gegebenheiten vor Ort berücksichtigt. Auch wird empfohlen, lokale Produkte als Alleinstellungsmerkmal herauszuarbeiten, die die Region charakterisiert. Generell soll diese Zone auch als Wohnort für Einheimische gelten.

## Vegetation
Die vorherrschenden Baumarten auf den Inseln sind die für die südlichen wärmeren Regionen Südkoreas typischen, immergrünen Bäume die Scheinkastanie Castanopsis sieboldii, Machilus thunbergii und die Kamelie (Camellia japonica). In Gemeinschaft mit den beiden erstgenannten Bäumen sind in deren Umfeld folgende Kräuter und Sträucher anzutreffen: Trachelospermum asiaticum, Ardisia japonica, Hedera rhombea, Zweifarbiger Buschklee, Baumaralie, Ophiopogon japonicus, Lemmaphyllum microphyllum und das Leberblümchen Hepatica insularis.

## Zugvögel
Für ostasiatische Zugvögel, die vor Winter- und Sommerzeiten jeweils nordwärts oder südwärts ziehen, sind die beiden Inseln Heuksando und Hongdo von Bedeutung. Die Inseln werden jedes Jahr von etwa 300.000 Zugvögeln besucht, die zwischen Sibirien und Südostasien ziehen. Im Jahr 2005 gründete Südkorea auf Heuksando das Migratory Bird Research Institute und hat seitdem jedes Jahr rund 5000 Zugvögel gekennzeichnet, um deren Wanderungsverhalten zu erforschen. Seither konnten 271 unterschiedliche Vogelarten ermittelt werden und zwei Arten davon, Eremophila alpestris brandti und Motacilla alba personata, waren in Korea bisher unbekannt.